# Réseaux de détection des météorites
Les réseaux de détection des météorites sont des réseaux de stations d'observation optique des bolides, destinés à les détecter et en reconstituer la trajectoire au cours de leur entrée dans l'atmosphère. Les mesures faites par ces réseaux permettent d'un côté de reconstituer l'orbite héliocentrique d'un météoroïde, de l'autre de délimiter la ou les zones d'impact possible de météorites ayant survécu à l'abrasion atmosphérique du météoroïde.

## Développement et résultats
Le premier réseau de trois stations a été créé en 1951 par Zdeněk Ceplecha en Tchéquie. En 1959, il a permis de reconstituer pour la première fois l'orbite héliocentrique du météoroïde à l'origine d'une météorite, la météorite de Příbram.
En 2020, l'exploitation des mesures de ce type permet de reconstituer l'orbite des météoroïdes de 22 bolides sur un total de 38 orbites connues par divers moyens (dont 2 corps détectés avant leur entrée dans l'atmosphère),.
En 2025, ce sont 75 météorites dont on a pu déterminer l'orbite pré-terrestre. Ce nombre d'orbites est désormais suffisamment grand pour révéler des corrélations entre les caractéristiques des orbites et la nature des météorites. En général, les météoroïdes de 0,1 à 1 m de diamètre ont des orbites différentes de celles des astéroïdes géocroiseurs (NEA, pour l'anglais near-Earth asteroid) de la même classe spectrale mais de taille kilométrique :
- contrairement aux plus gros NEA, un groupe de chondrites H est arrivé sur des orbites faiblement inclinées à partir d'une source située légèrement plus loin que la résonance 5:2 avec Jupiter (12 orbites), dont trois ont le même âge d'exposition aux rayons cosmiques (CRE, pour l'anglais cosmic-ray exposure) de 7 Ma provenant d'un événement de collision significatif entre astéroïdes de cette composition ;
- il existe aussi une source de chondrites H dans la ceinture principale interne avec un âge CRE d'environ 35 Ma (8 orbites) ;
- en revanche, les plus gros NEA de classe S (associés aux chondrites H) arrivent sur des orbites fortement inclinées et provenant de la résonance 3:1. Certaines chondrites H le font également, dont quatre ont un âge CRE de 6 Ma et deux un âge CRE de 18 Ma ;
- les chondrites L proviennent d'une source unique située dans la ceinture principale interne, principalement via la résonance séculaire ν6 (21 orbites) et non la résonance 3:1 comme le font la plupart des NEA de type L ;
- les chondrites LL proviennent également de la ceinture principale interne (5 orbites), tout comme les NEA de type LL, plus gros ;
- les chondrites CM proviennent d'une source de faiblement inclinaison (i < 3°), au-delà de la résonance 3:1 (4 orbites).

Des familles d'astéroïdes sont proposées comme sources pour ces types de météorites, dont beaucoup ont le même âge CRE que l'âge dynamique de la famille d'astéroïdes. De plus, deux achondrites HED sont maintenant attribuées à des cratères d'impact spécifiques sur l'astéroïde Vesta.

## Systèmes de détection
Le système constitué par une caméra dotée d'un objectif fisheye observant l'ensemble du ciel. Dans les premières installations le phénomène était enregistré sur une pellicule, le démarrage du système étant donné par une cellule photoélectrique. De nos jours on utilise une caméra CCD qui enregistre une série continue de poses associées à une base de temps (le film continue à être utilisé pour les météores faibles, par exemple pour l'observation des étoiles filantes). Ainsi le système FRIPON utilise une prise à 30 images/s et 10 minutes d'arc de résolution, conduisant à une précision moyenne de 20 m sur la position et 100 m/s sur la vitesse. L'enregistrement est traité en différé pour détecter les météores mais peut également servir à la détection d'autres phénomènes.
Ce type de système est limité par sa sensibilité assez faible (limite de magnitude de l'ordre de zéro) et les conditions du ciel : il ne fonctionne pas par nuit fortement éclairée par la lune et, bien évidemment, lorsque la couverture nuageuse est importante.
Pour la triangulation la distance optimale entre stations est de l'ordre de la centaine de km.
Le réseau FRIPON utilise également des récepteurs VHF, le radar GRAVES servant d'émetteur.
Par ailleurs il est possible de remonter à la trajectoire de météorites en utilisant l'émission infrasonore qu'ils génèrent. Cela se fait à partir de stations de détection distinctes des réseaux dont il est question ici. De la même manière les bolides sont détectables par l'onde choc qu'ils produisent, laquelle est propagée par le sol et donc détectable par un réseau sismique.

## Réseaux dans le monde
De nombreux réseaux ont été créés dans le monde en raison du très faible coût du matériel. Ceux-ci sont pour la plupart associés dans des consortiums tels que le Global Fireball Observatory (GFO), le Fireball Recovery and InterPlanetary Observation Network (FRIPON) qui est au départ le réseau national français ou le réseau AllSky7 issu d'un réseau allemand.
Les réseaux de la liste ci-dessous sont classés par date de début d'exploitation lorsque celles-ci sont connues.
| Réseau                                                                              | Affiliation          | Pays                  | Date      | Couverture                                                                                           | Stations | Réf.   |
| ----------------------------------------------------------------------------------- | -------------------- | --------------------- | --------- | --- | -------- | ------ |
| European Fireball Network                                                           |                      | Allemagne, Tchéquie   | 1959      | Ouest et centre Europe                                                                               | 40       | ,      |
| Prairie Meteorite Network                                                           |                      | États-Unis            | 1964-1975 | Midwest                                                                                              | 16       |        |
| Meteorite Observation and Recovery Project                                          |                      | Canada                | 1971-1983 | Prairies canadiennes                                                                                 | 12       |        |
| Spanish Meteor Network                                                              |                      | Espagne               | 2000      | Espagne, Portugal, sud France, nord Maroc                                                            | 25       | ,      |
| Finnish Fireball Network                                                            |                      | Finlande              | 2002      | Finlande                                                                                             | 24       | [ 10 ] |
| Polish Fireball Network                                                             |                      | Pologne               | 2004      | Pologne                                                                                              | 34       | [ 11 ] |
| Desert Fireball Network                                                             | GFO                  | Australie             | 2005      | Australie-Occidentale et méridionale                                                                 | 50       |        |
| Tajikistan Fireball Network                                                         |                      | Tadjikistan           | 2008-2013 | Sud-ouest du pays                                                                                    | 5        | [ 12 ] |
| FRIPON                                                                              |                      | France                | 2016      | France métropolitaine, Corse, Réunion                                                                | 105      |        |
| AllSky7                                                                             |                      | Allemagne             | 2018      | Allemagne                                                                                            | 33       | [ 6 ]  |
| UK Fireball Alliance                                                                | GFO, FRIPON, AllSky7 | Royaume-Uni           | 2018      | Pays de Galles, Angleterre, Irlande du Nord                                                          | 16       | ,      |
| Moroccan Observatory for Fireball Detection                                         | GFO, FRIPON          | Maroc                 | 2019      | Maroc                                                                                                | 6        | [ 15 ] |
| Détection et Observation des météores (DOMe)                                        | FRIPON               | Canada                | 2019      | Québec                                                                                               | 6        | [ 16 ] |
| Oman Meteorite Network                                                              | GFO                  | Oman, Suisse          | 2021      | Désert central d'Oman                                                                                | 4        | [ 17 ] |
| Meteorites Orbits Reconstruction by Optical Imaging (MOROI)                         | FRIPON               | Roumanie              | 2021      | Roumanie                                                                                             | 13       | [ 18 ] |
| Prima Rete Italiana per la Sorveglianza sistematica di Meteore e Atmosfera (PRISMA) | FRIPON               | Italie                | 2022      | Partie insulaire, Sicile, Sardaigne                                                                  | 75       | [ 19 ] |
| Southern Ontario Meteorite Network                                                  | GFO                  | Canada                |           | Ontario                                                                                              | 7        | [ 20 ] |
| NASA Meteorite Tracking and Recovery Network                                        | GFO                  | États-Unis            |           | Californie, Nevada                                                                                   | 23       | [ 21 ] |
| NASA’s All Sky Fireball Network                                                     |                      | États-Unis            |           | Alabama, Géorgie, Tennessee, Caroline du Nord, Ohio, Pennsylvanie, Nouveau-Mexique, Arizona, Floride | 17       | [ 22 ] |
| Jiangsu Regional All-sky Fireball Network                                           |                      | Chine                 |           | Jiangsu                                                                                              | 10       | [ 23 ] |
| Astrophysics and Planetary Science in Africa                                        | FRIPON               | Burkina Faso, Sénégal | en cours  | Burkina Faso, Sénégal                                                                                | 9        | [ 24 ] |